# Загаштук Турлов
Загаштук (авар. Загъаштукъ) (ум. ок. 1674 года) — князь Гумбета, а позже и Чечен-аула, был четвёртым сыном и наследником Турарава I.
Загаштук и его братья упоминаются в документе от 1658 года: «Из горские де земли били челом великому государю на ево государево имя три брата Загастунка, да Алибечко, да Алханко, да племянник их Кучбарка: аманаты де их взяты на Терек, а ныне де они живут великого государя на земле на Чачане. И о той земле били челом они великому государю, чтоб тое землю ево государевы люди у них не отнимали и не обижали и рыбу б им всякую ловить. И как и иные черкасы и казаки великому государю служат, так бы им государеву службу служить. И великий государь пожаловал, велел им дать свою государеву грамоту, чтоб их нихто не изобижал, и рыба им ловить».
Править Загаштук начал не позднее 1645 года. Последний раз как «владелец» аварского «меньшого владения» с центром в селе Чеченауле, который стоял и стоит на территории Чеченской равнины (Чачан-тала), в пределах Чечни, он упоминается в 1674 году.
Временами жил в горном Хунзахе, участвовал, находясь там, во внутренней общеаварской политике.
Умер около 1674 года; наследником стал его старший брат Алихан. Двое сыновей — Сурхай и Турурав II — сидели в аварском селе Мехельта.